# Bergmanveckan
Bergmanveckan är en årligt återkommande sommarfestival startad 2004 och som sedan 2005 arrangeras av Stiftelsen Bergmancenter på Fårö.
Ingmar Bergman flyttade till Fårö på 60-talet och Bergmanveckan är en hyllning till hans konstnärskap, med filmer, föreställningar, samtal och föreläsningar. 
Flera svenska och internationella gäster har besökt veckan, bland dem Wim Wenders, Kenneth Branagh, Harriet Andersson, Bibi Andersson, Liv Ullmann, Ang Lee, Jean-Pierre och Luc Dardenne, Jon Fosse, Andrej Zvjagintsev, István Szabó, Henning Mankell, Sara Stridsberg, Peter Birro, Suzanne Osten, Håkan Hagegård och Gösta Ekman.

### Bergmanveckans program
- Bergmanveckan (2006), Program 2006, arkiverad från ursprungsadressen  den 21 juli 2006, https://web.archive.org/web/20060721043955/http://www.bergmanveckan.se/html/sv/?cat=6
- Bergmanveckan (2006), Schema Bergmanveckan 2006, arkiverad från ursprungsadressen  den 26 juli 2007, https://web.archive.org/web/20070726234323/http://www.bergmanveckan.se:80/html/schema_bw.pdf
- Bergmanveckan (2007), Program, arkiverad från ursprungsadressen  den 27 mars 2008, https://web.archive.org/web/20080327054943/http://www.bergmanveckan.se:80/html/sv/?cat=6
- Bergmanveckan (2010), Bergmanveckan : 29 juni - 4 juli 2010 Fårö, arkiverad från ursprungsadressen  den 13 augusti 2010, http://web.archive.org/web/20100813174542/http://bergmancenter.se/wordpress/wp-content/uploads/2010/04/Bergmanveckan-2010_SVENSK_2.pdf
- Bergmanveckan (2011), Program, arkiverad från ursprungsadressen  den 09 maj 2011, http://web.archive.org/web/20110509064355/http://bergmancenter.se/bergmanveckan/program/
- Bergmanveckan (2012), Bergmanveckan : 25 juni-1 juli 2012 Fårö, https://www.yumpu.com/sv/document/view/12353091/
- Bergmanveckan (2013) (på engelska), Bergman Week : June 24 - June 30 Fårö 2013, https://www.yumpu.com/en/document/view/19839618/
- Bergmanveckan (2015), Bergmanveckan : 22-28 juni 2015, https://www.bergmancenter.se/wp-content/uploads/2017/05/2015-BV-Program-1.pdf
- Bergmanveckan (2016), Bergmanveckan : 27 juni - 3 juli 2016, https://www.bergmancenter.se/wp-content/uploads/2016/05/Bergmanveckan2016_katalog.pdf
- Bergmanveckan (2017), Bergmanveckan : 26 juni - 2 juli 2017, https://www.bergmancenter.se/wp-content/uploads/2017/06/2017-Bergmanveckan-Program.pdf
- Bergmanveckan (2018), Bergmanveckan : 25 juni - 1 juli 2018, https://www.bergmancenter.se/wp-content/uploads/2018/06/bergmanveckan2018-program-lowres.pdf
- Bergmanveckan (2019), Bergmanveckan : 24-30 juni 2019, https://www.bergmancenter.se/wp-content/uploads/2019/05/Bergmanveckan-2019-Program-www.pdf